# 塞爾瑪·金斯伯里

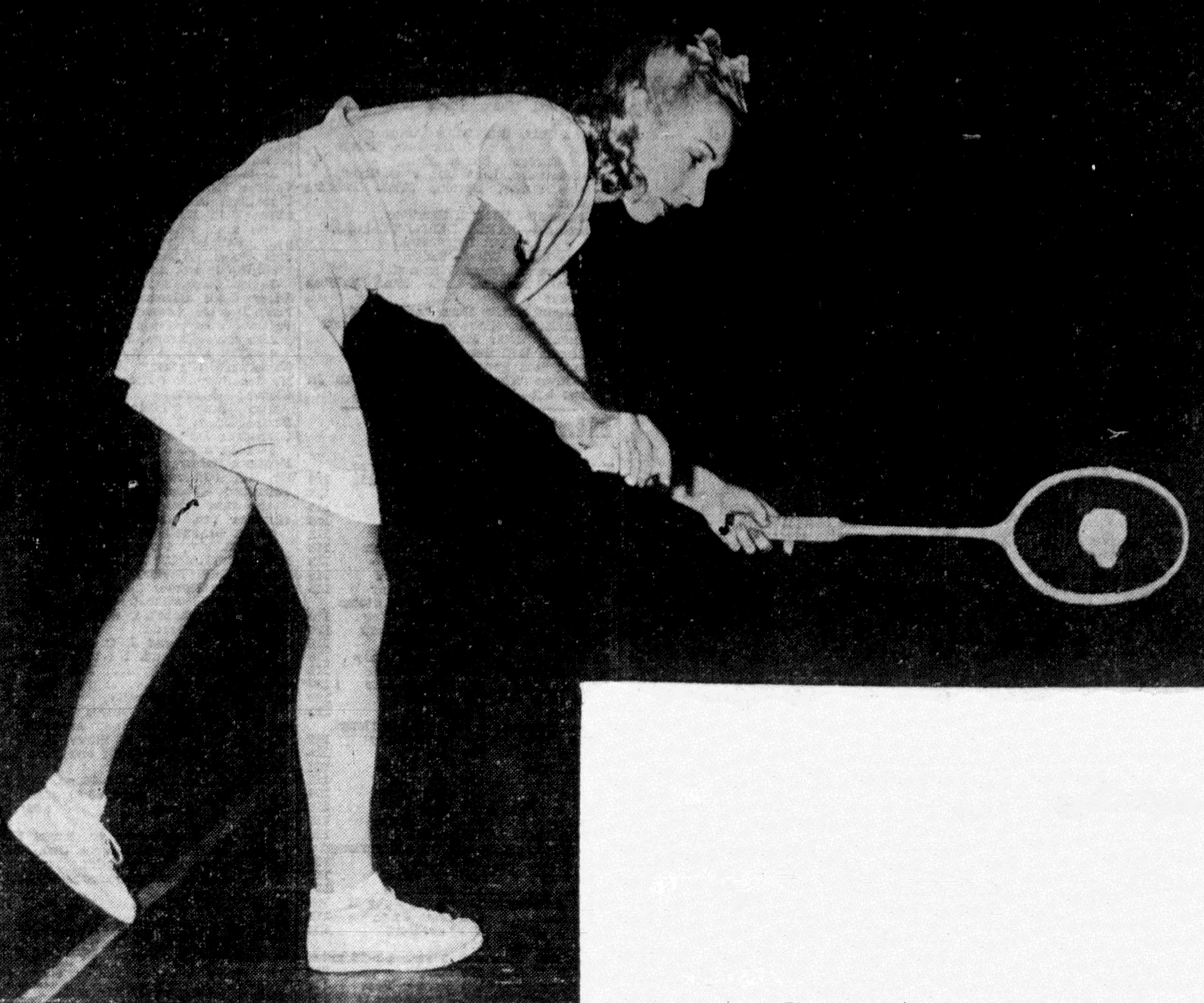
塞尔玛·金斯伯里

塞爾瑪·金斯伯里（Thelma Kingsbury，後來連續更改姓氏為Scovil、Welcome、Lougheed，1911年1月12日—1979年8月）是一位出生於英格蘭，入籍美國的女子羽球運動員。她從1930年代初期到1950年代初期在不列顛群島和美國贏得了大量羽球冠軍，同時擅長單打和雙打。
她於1933年至1937年間在享有盛譽的全英羽球錦標賽中獲得2項女子單打冠軍、4項女子雙打冠軍及1項混合雙打冠軍。在1935-1936賽季，她憑藉英格蘭、愛爾蘭、蘇格蘭和威爾斯的女子單打冠軍獲得了英國“大滿貫”。
在從英國移民到美國之後，她在1941年贏得了美國女子單打冠軍，並在1941年、1947年、1948年、1949年和1950年與珍妮特·賴特分享了美國女子雙打冠軍。雖然在1950年代初前達到40歲，但她繼續與埃塞爾·馬歇爾，瑪格麗特·華納和十多歲的茱蒂·德夫林這樣的強大對手進行極具競爭力的單打比賽。
塞爾瑪·金斯伯里是1956年入選美國羽球名人堂的首批球員之一。